# تحيز جنسي

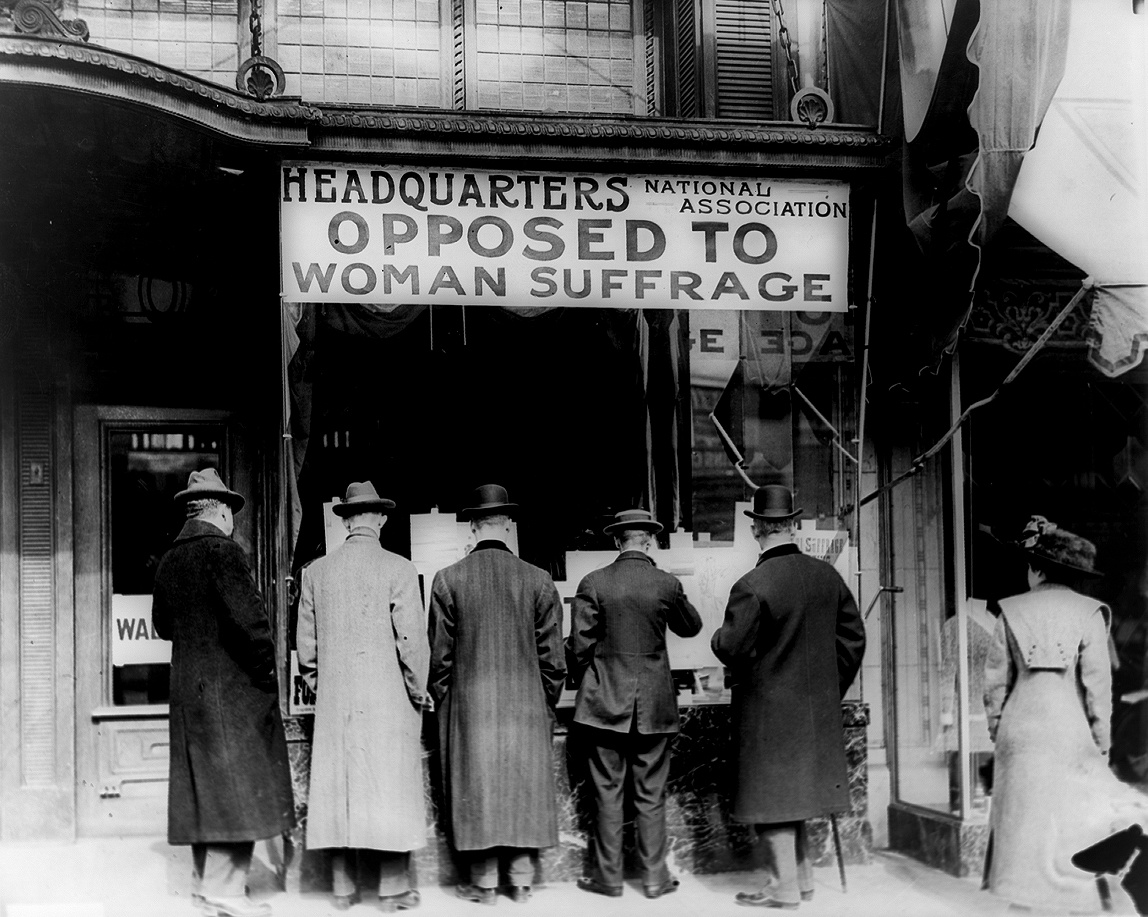
لافتة مقر "للرابطة الوطنية لمنع النساء من الانتخاب" في الولايات المتحدة (الصورة قبل العام 1920).

التحيز الجنسي أو التمييز على أساس الجنس (بالإنجليزية: Sexism) هو التحيز أو التمييز بناءً على جنس الشخص، وعلى الرغم من أن الكلمة قد تدل على التمييز ضد أي من الجنسين ولكنها في العادة تعبر عن التمييز ضد المرأة والفتيات. في اللغة العربية التحيز الجنسي الموجه ضد المرأة تحديدا يطلق علية الذكورية.
والتحيز الجنسي مرتبط بالصور النمطية عن مهام الجنسين، وربما يتضمن الاعتقاد بأن أحد الجنسين متفوق على الأخر بشكل فطري، وقد يؤدي التحيز الجنسي المبالغ إلى تبرير حالات التحرش الجنسي والاغتصاب وغيرها من أشكال العنف الجنسي.
قد يشمل التحيز الجنسي التمييز ضد الأشخاص بناءً على الهوية الجنوسة وغيرها من الاختلافات الجنسية والجنوسة؛ كما يشير عدم المساواة في مكان العمل على وجه الخصوص.
التحيز الجنسي يدل على معتقدات أو مواقف مختلفة:
- الاعتقاد بان أحد الجنسين هو أرقى أو أكثر قيمة من الآخر.
- ذكر أو أنثى الشوفينية.
- موقف كره النساء أي الكراهية للإناث أو كره الرجال أي الكراهية للذكور.
- كذلك مواقف محدودة أو كاذبة مثل مفهوم الذكورة في الذكور ومفهوم الأنوثة في الإناث.
- شعور بعدم الثقة تجاه الجنس الآخر، وهذا يتعلق في معظم الأحيان بمستوى الوعي.

## التاريخ

### العالم القديم

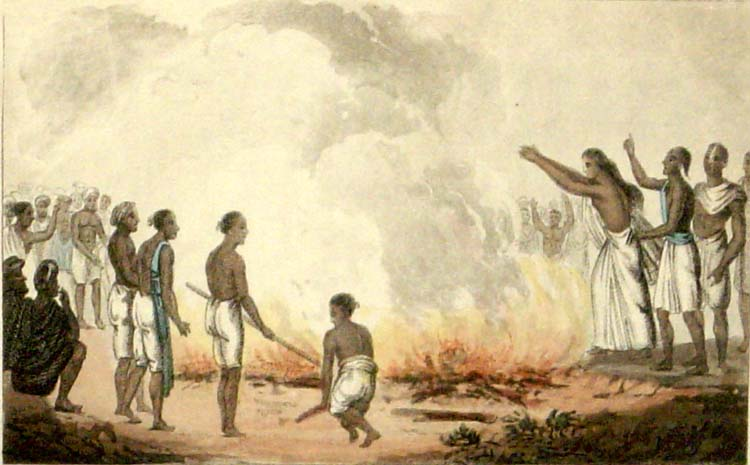
ساتي، أو التضحية بالنفس من قبل الأرامل، ممارسة هندوسية كانت سائدة حتى أوائل القرن التاسع عشر.

اعتمدت مكانة المرأة في مصر القديمة على آبائهن أو أزواجهن ومع ذلك كان لهن الحق في الملكية وسمح لهن بالحضور إلى المحاكم وتقديم الإدعاء. وكذلك كانت المرأة في الحقبة الأنجلوساكسونية تتمتع بحقوق متساوية، ولكن لا يوجد أدلة واضحة تدعم فكرة أن المرأة في عصور ما قبل الزراعة تمتعت بمكانة أعلى من مكانتها اليوم.
بعد الاستقرار والاعتماد على الزراعة ظهر مفهوم أن أحد الجنسين أقل شأنا من الجنس الآخر، وغالبا ما وُجّه هذا المفهوم إلى الانتقاص من النساء والفتيات. ومن أمثلة التفرقة الجنسية في العالم القديم وجود كتابات لقوانين تمنع المرأة من المشاركة في الحياة السياسية، فالمرأة في روما القديمة لم تكن مسموح لها بالتصويت أو الوصول للحكم.
ومثال آخر، وهو تعليم الأطفال في المدارس عن دونية الأنثى، فالمرأة في الصين القديمة كانت تتعلم طبقا للمباديء الكونفشية أن تخضع لطاعة أبيها في طفولتها وزوجها أثناء زواجها وابنها الذكر في حالة مات زوجها.

### محاكمة الساحرات

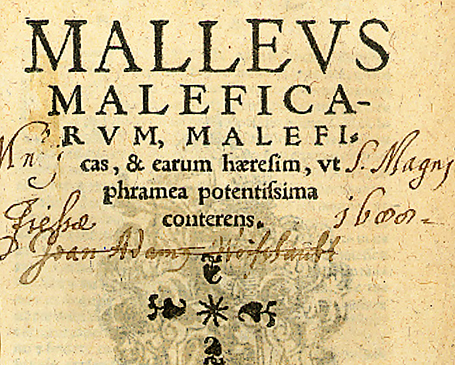
الطبعة السادسة من كتاب مطرقة الساحرات في كولونيا، 1520

من المحتمل أن يكون التحيز الجنسي هو المسبب الرئيسي لمحاكمات الساحرات في الفترة بين القرنين الخامس عشر والثامن عشر. وفي أوروبا الحديثة المبكرة والمقاطعات الأوروبية في شمال أمريكا ساد الاعتقاد بأن الساحرات خطر على العالم المسيحي، وقد عزز احتقار النساء من اضطهاد هؤلاء النسوة.

في كتاب ماليوس ميلفيكاروم أو مطرقة الساحرات الذي كان له بالغ الأثر في القبض ومحاكمة الساحرات، زعم المؤلفون أن النساء أقدر على ممارسة أعمال الشعوذة والسحر من الرجال وكتبوا قائلين:
كل الأذى هين إلا إذى المرأة... من المرأة أيضا؟ إنها عدو الصداقة وعقاب لا بد منه وشر ضروري وإغواء طبيعي وطامة مرغوبة وخطر مقيم وضرر سار، هي شر الطبيعة المرسوم بألوان ناعمة.
لا تزال أعمال السحرغير قانونية بالفعل في بلدان عدة من ضمنها المملكة العربية السعودية حيث يعدم ممارسها، ففي عام 2011، تم قطع رأس امرأة بسبب أعمال السحر والشعوذة في هذا البلد. وقتل النساء بتهم السحر ما زال شائعًا في بعض المناطق حول العالم، ففي تنزانيا تقتل حوالي 500 امرأة في العام بسبب هذه التهمة.
عندما يتم اتهام امرأة بأعمال السحر فإن ذلك يتبعه عنف قائم على تداخل العديد من أنواع التمييز مثل التمييز الجنسي والتمييز الطبقي كما في الهند ونيبال والتي ترتبط هذه الجرائم معا على نحو كبير.

### وصاية الزوج على زوجته والاجراءات الأخرى للزواج

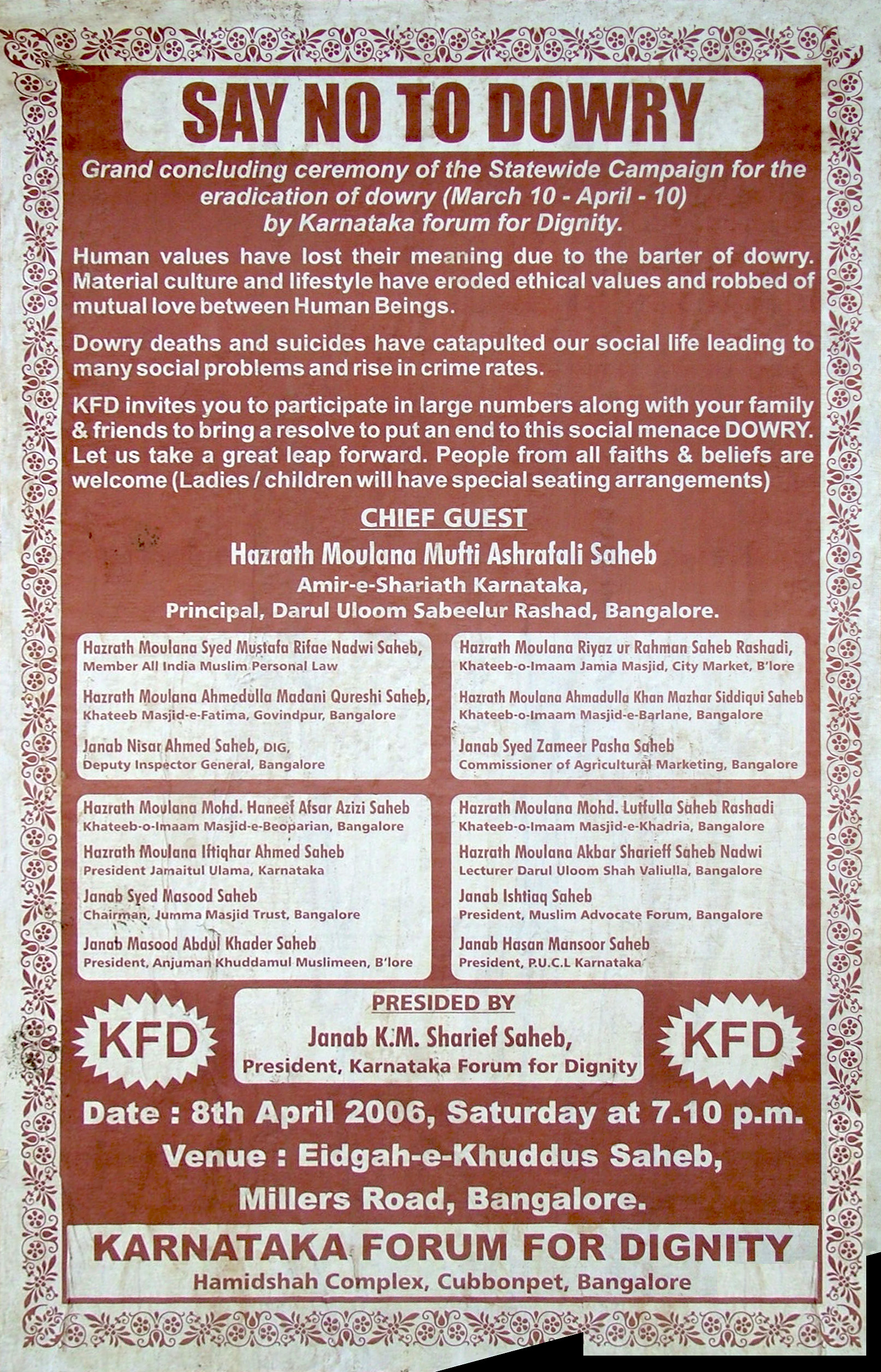
ملصق مناهض للمهر في بنغالور، الهند. ووفقاً لمنظمة العفو الدولية، «إن الواقع المستمر للعنف المتصل بالمهر هو مثال لما يمكن أن يحدث عندما يتم التعامل مع النساء كملكية».

يلاحظ أن نظام الوصاية على الزوجة ظل قائما حتى القرن العشرين في قوانين الولايات المتحدة والقانون الإنجليزي حيث «إنه بمجرد الزواج فإن الزوج وزوجته يصبحان شخصًا واحدًا وفقًا للقانون، مما يعني أن المرأة يتوقف وجودها بمجرد الزواج»
لم يتم اعتبار المرأة «شخصًا» قانونيًا في الولايات المتحدة حتى عام 1875 (Minor v. Happersett 88 U.S. 162)، وهناك عدة قانونية مماثلة، تسمى السلطة الزوجية، كانت موجودة بموجب القانون الروماني الهولندي (ولا تزال سارية المفعول جزئيا في سوازيلاند الحالية).
وضع القيود على حقوق المرأة المتزوجة كان شائعا في المجتمع الغربي حتى عقود قليلة مضت، فمثلا استطاعت المرأة الفرنسية الحصول على حق العمل بدون موافقة زوجها فقط في عام 1965، أما في ألمانيا الغربية فقد حصلت المرأة على هذا الحق عام 1977. وفي ولاية فرانكو لإسبانيا، كان على المرأة الإسبانية الحصول على إذن زوجها من أجل العمل أو لامتلاك منشأة أو للسفر بعيدا عن الوطن (وهو ما يعرف باسم permiso marital)، وقد تم إلغاء هذا القانون عام 1975. وفي أستراليا كان لزامًا على المرأة الحصول على موافقة زوجها لإصدار جواز سفر حتى عام 1983.
لا تزال النساء حول العالم تحرمن من حقوقهن القانونية بعد الزواج، فمثلا قانون تنظيم الزواج اليمني يلزم المرأة بإطاعة زوجها وبعدم مغادرة المنزل دون إذن منه. وفي العراق يحق للرجل قانونيًا أن يعاقب زوجته، وفي جمهورية الكونغو الديموقراطية ينص قانون الأسرة على أن الزوج هو رب الأسرة، والزوجة تدين لزوجها بالطاعة، وعليها أن تعيش مع زوجها أينما اختار العيش، ويجب أن تحصل الزوجات على إذن أزواجهن بتقديم قضية إلى المحكمة أو إلى اتخاذ إجراءات قانونية أخرى.
وغالبا ما يكون التمميز الجنسي وسوء تقدير المرأة متأصلاً عند الحديث عن المصاريف المالية مثل المهر والصداق، وغالبا ما تكون هذه الإجراءات وسيلة شرعية للسيطرة المطلقة على الزوجة ومنح الزوج السلطة الكاملة عليها، فعلى سبيل المثال المادة 13 من قانون الأحوال الشخصية في تونس تنص على: «لا يجوز للزوج - في حال عدم دفعه للمهر - أن يجبر المرأة على إتمام الزواج»، وهذا يعني ضمنيًا أنه في حالة دفع المهر فإن الاغتصاب الزوجي يصبح مسموحًا. وفي هذا الشأن فإن العديد من الانتقادات قد تساءلت عن مدى المكاسب التي حققتها المرأة التونسية، باعتبارها دولة متقدمة في هذا الشأن في المنطقة، مما يجعل بقاء التمييز بشكل فج أمرا مثيرا للجدل.
اعتبرت المنظمة الدولية لمناهضة التعذيب OMCT أن «الاستقلال والقدرة على التخلي عن الزوج المعتدي» أمرًا مصيريًا لوقف سوء معاملة المرأة، ولكن رغم ذلك فإنه في العديد من المناطق في العالم بمجرد أن تفكر المرأة المتزوجة في خلع زوجها المعتدي، فإن فرص الحصول على الطلاق تكون صعبة للغاية في الكثير من المحاكم لما يستوجب عليها إثبات التهمة للمحكمة، بينما تكون محاولة الانفصال والتسليم بالأمر الواقع (أي مغادرة منزل الزوجية) أيضا غير ممكنة لأن القوانين تمنع ذلك.
ففي أفغانستان تصبح المرأة معرضة للسجن إذا ما تركت بيت الزوجية بتهمة الهرب، وفي العديد من المستعمرات البريطانية السابقة مثل الهند لا زالت القوانين تلزم الزوجة بالعودة إلى زوجها عن طريق المحكمة، وفي حالة عدم تنفيذها لذلك قدي يحكم عليها بتهمة ازدراء المحكمة.
هناك معضلات أخرى بشأن دفع المهور، وهو أنه في حالة إذا ما أرادت الزوجة الانفصال فإنها تكون ملزمة برد قيمة مهرها للزوج الذي دفعه لأسرتها، وفي هذه الحالة غالبا لا تستطيع أو لا توافق العائلة على رد المبلغ.
القوانين والأعراف والإجراءات المتعلقة بالزواج لازالت سببًا في التمييز ضد المرأة في العديدة من المناطق حول العالم، وهي تساهم في سوء معاملة المرأة وخاصة في مجالات العنف الجنسي، وتقرير المصير فيما يتعلق بالسلوك الجنسي، فإن انتهاك هذا الأخير يعتبر الآن انتهاكًا لحقوق المرأة.
وقد صرحت نافي بيلاي، المفوضة السامية لحقوق الإنسان في عام 2012:
«كثيرًا ما تعامل المرأة على أنها ممتلكات، فهي تباع في الزواج، وفي التجارة غير المشروعة، والاسترقاق الجنسي. وغالبا ما يتخذ العنف ضد المرأة شكل العنف الجنسي، وكثيرا ما يتهم ضحايا هذا العنف بالبغاء ويتحملون المسؤولية عن مصيرهم. بينما يرفض الأزواج والأسر والمجتمعات العقم إذا كان من جهة المرأة. وفي كثير من البلدان، لا يجوز للمرأة المتزوجة أن ترفض إقامة علاقات جنسية مع زوجها، وكثيرًا ما لا يكون لها رأي فيما إذا كانت تستخدم وسائل منع الحمل... ولضمان تمتع المرأة بالاستقلالية الكاملة على أجسادها هو أول خطوة حاسمة نحو تحقيق المساواة الفعلية بين المرأة والرجال. فالقضايا الشخصية - مثل متى وكيف ومع من يختارون ممارسة الجنس، ومتى وكيف ومع من يختارون أن يكون لهم أطفال - هي في صميم عيش الحياة بكرامة.»

### حق الاقتراع والسياسة

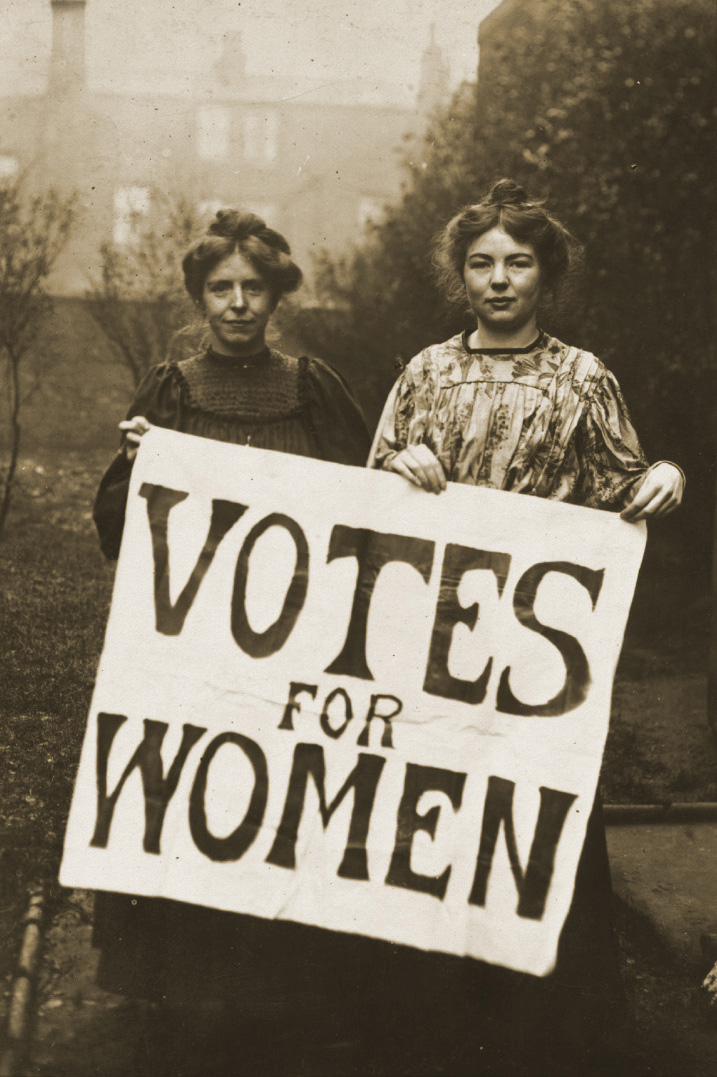
آني كيني وكريستابيل بانكهورست

كان التمييز على أساس النوع هو السائد في المجال السياسي، ولم تتحقق إمكانية الاقتراع للنساء حتى عام 1893 عندما أصبحت نيوزيلاندا هي أول دولة تمنح المرأة حق التصويت، بينما كانت الممكلة العربية السعودية هي أحدث دولة منحت هذا الحق للمرأة في أغسطس 2015.
وفي بعض البلدان الغربية فإن حق التصويت أصبح متاحًا للمرأة حديثًا نسبيًا، ففي سويسرا أصبح للمرأة حق التصويت للانتخابات الفيدرالية عام 1971، وقد كان أبينزيل إينرهودن هو الإقليم السويسري الأخير الذي منح الحق للمرأة في التصويت في القضايا المحلية في عام 1991 عندما أجبر على ذلك من خلال المحكمة الاتحادية العليا في سويسرا.
أما المرأة الفرنسية فقد اكتسبت حق التصويت عام 1944، وفي اليونان حصلت المرأة على التصويت في عام 1952، وفي ليشتينشتاين عام 1984 من خلال استفتاء المرأة على حق الانتخاب.
وفي حين أن لكل امرأة تقريبًا الحق في التصويت حاليًا، إلا أنه لا يزال هناك تقدم ينبغي إحرازه للمرأة في مجال السياسة. وقد أظهرت الدراسات أنه في العديد من الديمقراطيات بما في ذلك أستراليا وكندا والولايات المتحدة، لا تزال المرأة ممثلة باستخدام القوالب النمطية الجنسانية في الصحافة.
وقد أظهر العديد من المؤلفين أن الفروق بين الجنسين في وسائل الإعلام أقل وضوحًا اليوم مما كانت عليه في الثمانينيات، ولكنها مع ذلك لا تزال موجودة. ومن الشائع أن ترتبط بعض المسائل (مثل التعليم) بالمرشحات الإناث، في حين يكثر ارتباط مسائل أخرى (مثل الضرائب) بالمرشحين من الذكور.
بالإضافة إلى ذلك، فهناك مزيد من التركيز على الصفات الشخصية للمرشحات، مثل مظهرهن وشخصيتهن، حيث تصور الأنثى على أنها عاطفية وغير مستقلة.
ويظهر التحيز الجنسي في السياسة أيضا في اختلال التوازن بين سلطة صنع القانون بين الرجل والمرأة. وذكر لانيان تشن أن الرجال يتمتعون بسلطة سياسية أكثر من النساء، ويعملون كحراس للسياسات. ومن الممكن أن يؤدي ذلك إلى عدم تمثيل احتياجات المرأة بشكل ملائم. وبهذا المعنى، فإن عدم المساواة في سلطة صنع القانون يؤدي أيضا إلى التمييز بين الجنسين في السياسة.
وتستخدم نسبة النساء إلى الرجال في الهيئات التشريعية كمقياس للمساواة بين الجنسين في الأمم المتحدة التي وضعت مقياس التمكين الجنسي، والتجسيد الأحدث له وهو مؤشر عدم المساواة بين الجنسين.

## الصورة النمطية حسب الجنس

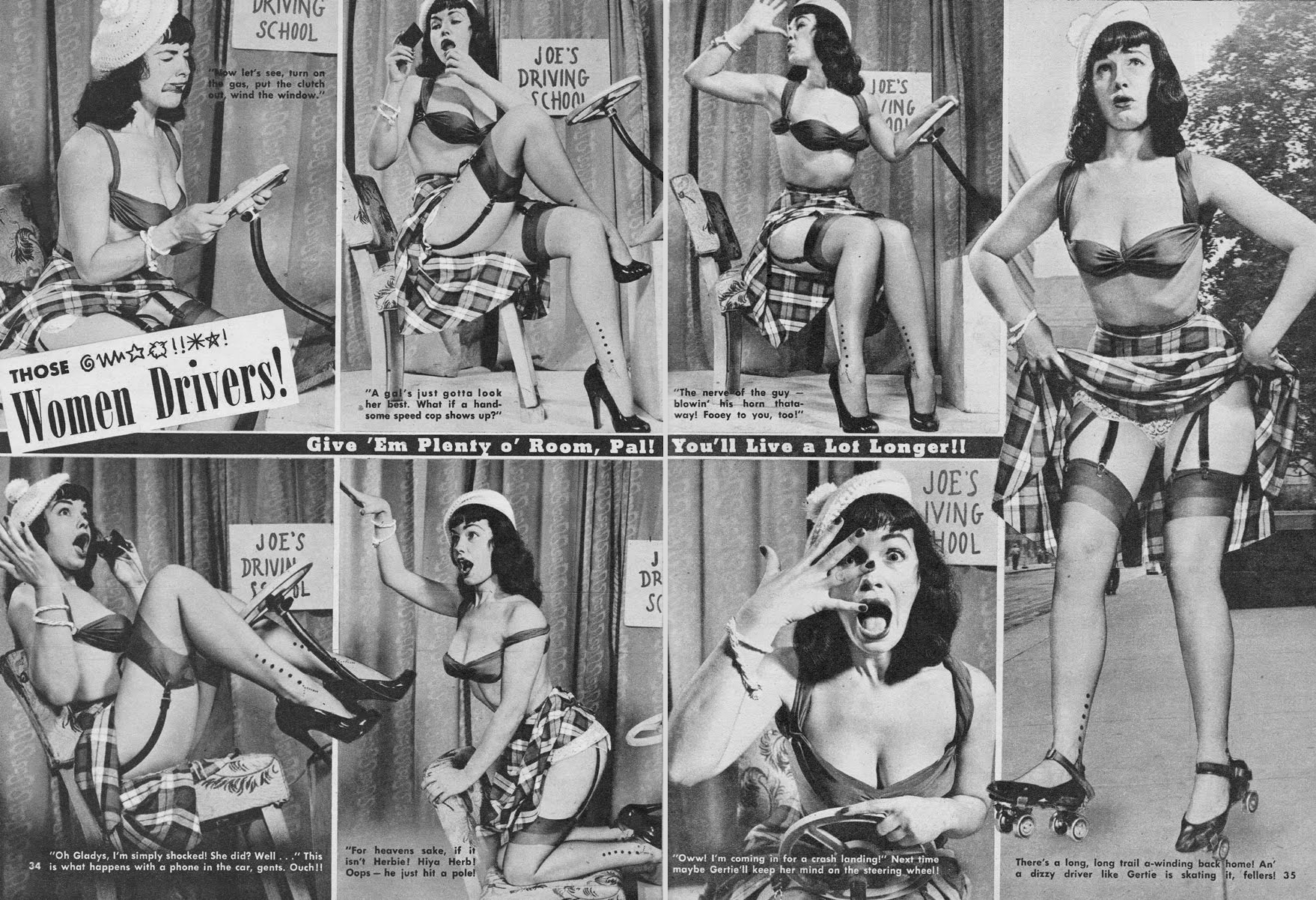
الصور النمطية حول السائقات، العارضة بيتي باج، 1952.

الصورة النمطية للجنس هي اعتقاد أن كل جنس له مواصفات وسلوك مختلف. وقد وجدت الدراسات التجريبية في العديد من المعتقدات الثقافية المشتركة أن الرجال ذو شأن اجتماعي يفوق النساء وأن المجتمع يظن أن الرجال ذوي كفاءة أعلى في كثير من الأعمال.
في رابطة مسح القيم العالمية، وبسبب النقص في الوظائف تم طرح سؤال على البعض فيما يعتقدون حول تخصيص الوظائف للرجال فقط، ولإظهار تباين وجهات النظر، كانت النتيجة أنه تم الموافقة من قبل 3.6% في آيسلاندا، بينما وافق في مصر ما نسبته 94.9%.

## في اللغة
يظهر التحيز الجنسي في اللغة عندما تقلل اللغة من قيمة أفراد جنس معين. واللغة المنحازة جنسيًا في الكثير من الأحيان تعزز من تفوق الذكور، وهذا ما يؤثر على الوعي وإدراك الواقع وترميز ونقل المقاصد الثقافية والتنشئة الاجتماعية.
وقد أشار الباحثون إلى القاعدة الدلالية في كيفية عمل اللغة باعتبار الذكر هو الأصل، وهذا يؤدي إلى التحيز الجنسي لأن الذكر يصبح هو المعيار وما هو ليس بذكر يتدنى إلى مرتبة أقل. ويعتبر التحيز الجنسي في اللغة شكلا من أشكال التحيز الجنسي بشكل عام على الرغم من كونه تحيز غير صريح دائمًا.

## التمييز الجنسي المهني
يشير التمييز الجنسي المهني إلى الأفعال أو التصريحات أو الممارسات التمييزية القائمة على جنس الشخص والواقعة في مكان العمل، ومنها التمييز في الأجور.
وجدت منظمة التعاون الاقتصادي والتنمية (OECD) ارتفاعًا في معدلات توظيف الإناث، وانحسارًا في فجوات التوظيف الجندري والأجور تقريبًا في كل مكان، ومع ذلك لا تزال فرص النساء في إيجاد عمل أقل بنحو20% وسطيًا، وأجورهم أقل بنحو 17% وسطيًا من الرجال، كما وجدت المنظمة صعوبة في فرض القوانين المناهضة للتمييز الجنسي، على الرغم من سنّها في جميع البلدان تقريبًا.
يمكن للنساء اللواتي يدخلن مجموعات عمل يسيطر عليها يذكر أن يعانين من العواقب السلبية للممارسات الشكلية (Tokenism) التي تستغل عملهم كضغوط الأداء، العزلة الاجتماعية، وتغليف الأدوار. قد تُستَخدَم هذه الممارسات لتمويه التمييز الجنسي لصالح الذكور في مكان العمل.
لا يوجد صلة بين نسبة النساء العاملات في منظمة أو شركة ما وبين تحسين ظروف عملهن، وقد يؤدي تجاهل قضايا التمييز الجنسي إلى تفاقم مشاكل النساء المهنية.
عندما سُئل المشاركون في مسح القيم العالمي لعام 2005 ما إذا كانوا يعتقدون بأنّ العمل المأجور يجب أن يقتصر على الذكور فقط، كانت النسبة الموافقة على ذلك 3.6% في آيسلندا، بينما في مصر كانت 94.9%.

### فجوة التوظيف
أظهرت الأبحاث أنّ توظيف الأمهات أقل ترجيحًا من توظيف الآباء ذوي المؤهلات المكافئة، وإن وُظِّفوا سيحصلون على أجور أقل من الذكور المتقدمين للعمل ممن لديهم أطفال.
وجدت إحدى الدراسات بأنّ التوظيف كان لصالح الإناث المتقدمات، ومع ذلك فقد قوبلت نتائجها بشكوك من الباحثين الآخرين، لأنّها تتناقض مع معظم الدراسات الأخرى حول هذه القضية. حيث أثارت أستاذة القانون البارزة جوان ويليامز بعض القضايا التي تتعلق بمنهجية الدراسة، مشيرةً إلى أنّ المرشحات فيها كنّ مؤهلات على نحوٍ غير عاديٍّ، فقد وجدت الدراسات حول الخريجين المؤهلين بدرجة متوسطة، أنّ توظيف الذكور أكثر ترجيحًا، وكذلك تلقيهم لأجورٍ أعلىً، وحصولهم على الإرشاد. 
تبدي الدراسات المستندة إلى تجارب ميدانية في سوق العمل، عدم وجود مستويات شديدة من التمييز القائم على أساس النوع الأنثوي في أوروبا، ومع ذلك لا يزال التمييز يُشاهَد في بعض الحالات المعيّنة، على سبيل المثال: عند التقديم لمنصب أعلى وظيفيًا في بلجيكا، خلال أعمار الخصوبة في فرنسا، ولوظائف يسيطر عليها الذكور في النمسا.

### فجوة الدخل
وجدت دراسات عدّة أنّ النساء يحصلن -في المتوسط- على دخلٍ أقل من الرجال في جميع أنحاء العالم، ويعزو البعض ذلك إلى التمييز الجندري المهني واسع الانتشار، بينما يقول آخرين بأنّ ذلك ناتج عن الاختيارات المختلفة للنساء والرجال، فمثلًا تعطي النساء أهميةً لمسألة الحصول على أطفال أكثر من الرجال، في حين أنّ الرجال يسعون أكثر من النساء لاختيار وظائفٍ ذات دخلٍ عالٍ.
وجد يوروستات في عام 2008 فجوة ثابتة في الأجور بين الجنسين تبلغ 27.5% في 27 دولة من دول الاتحاد الأوروبي، وعلى نحو مشابه، وجدت منظمة التعاون الاقتصادي والتنمية في عام 2009، أنّ الموظفات بدوام كامل تحصلن على أجور أقل بنحو 27% من نظرائهن من الرجال في دول المنظمة، وكانت نسبة دخل الإناث إلى الذكور 0.77 في الولايات المتحدة الأمريكية في عام 2009.
يمكن أن تختلف الفجوة في الأجور بين المهن وداخلها، ففي تايوان -على سبيل المثال- أظهرت الدراسات أنّ فجوات الأجور تحدث معظمها ضمن المهنة، وفي روسيا، تتوزع فجوة الأجور بشكل غير متساوي بين مستويات الدخل، وبشكل رئيسي في المستويات الدنيا.
ترجع الفجوة الجنوسة في الأجور، إلى اختلافات في خصائص تتعلق بالشخصية ومكان العمل بين الرجال والنساء (كالتعليم، ساعات العمل، والمهنة)، فوارق سلوكية وبيولوجية فطرية بين الرجال والنساء، التمييز في سوق العمل (كالصور النمطية الجنوسة، وانحياز العميل وصاحب العمل)
تتوقف النساء عن العمل لتربية الأطفال حاليًا لمدةٍ أطول بشكل كبير من الرجال، وفي بعض الدول ككوريا الجنوبية -مثلًا- تُوقَف النساء عن العمل عند الزواج.
وفي كتاب «النساء لا تطالب» للأستاذة ليندا بابكوك، تُبيّن إحدى الدراسات أنّ احتمال مطالبة الرجال برفع الأجور أكبر بنحو ثماني مرات، مما يقترح أن عدم المساواة في الأجور يعود جزئيًا لاختلافاتٍ سلوكيةٍ بين الجنسين، ومع ذلك وجدت الدراسات عمومًا بقاء جزء من الفجوة في الأجور بين الجنسين غير مُفسَّرة، بعد الأخذ بالحسبان العوامل التي يُعتَقد أنّها تؤثر على الأجور؛ ويعزى هذا الجزء إلى التمييز الجندري.
```
تختلف التقديرات المتعلقة بالعنصر التمييزي للفجوة في الأجور بين الجنسين، وقد قدّرت منظمة التعاون الاقتصادي والتنمية أنّ نحو 30% من الفجوة في دول المنظمة ترجع إلى التمييز، كما أظهر بحث أسترالي أنّ التمييز يُشَكِّل نحو 60% من الفجوة.
```

أظهرت الدراسات التي تتناول الفجوة الجنوسة في الأجور بقاء قسم كبير غير مُفَسَّر، على الرغم من الأخذ بالاعتبار العوامل المؤثرة، فقد وجدت إحدى الدراسات على خريجي الجامعات، بأنّ هذا القسم يُقدّر بنحو 5% بعد عام من التخرج، و12% بعد عقد، كما وجدت دراسة أجرتها الجمعية الأمريكية للنساء الجامعيات، بأنّ الخريجات في الولايات المتحدة تحصلن على أجر أقل من الرجال الذين يقومون بنفس العمل ويتخصصون بنفس المجال.

### تأثير السقف الزجاجي
«يعني المفهوم الشائع لتأثيرات السقف الزجاجي بأنّ الأضرار الجنوسة (أو غيرها) تكون أقوى في قمة الهرم مما هي عليه في المستويات الأدنى، وتزداد هذه المضار سوءًا في وقت لاحق من حياة الشخص المهنية».
تُشَكِّل النساء في الولايات المتحدة الأمريكية 52% من إجمالي القوى العاملة، لكنهن لا تشغلن سوى 3% من مجموع الرؤساء والمسؤولين التنفيذيين للشركات، ولوحظ أنّ النساء الملونات خصيصًا تواجهن تأثير السقف الزجاجي.
يرى بعض الباحثين أنّ السبب الجذري لهذه الحالة في التمييز الضمني القائم على الجنس، هو الرؤساء التنفيذيين والمدراء الحاليين للشركات (المؤلفين من الذكور بشكل رئيسي)، بالإضافة إلى «الغياب التاريخي للمرأة في شغل المناصب العليا».
تؤكد الأمم المتحدة على أن «التقدم في جلب المرأة إلى مواقع القيادة وصنع القرار حول العالم، ما زال بطيئًا للغاية».

## التمييز الجنسي القائم على الوزن
وجدت دراسة أجريت عام 2009 أنّ زيادة الوزن تضر بالتقدم الوظيفي للمرأة، ولكنها لا تمثل أي عائق أمام الرجال، فقد وجدت دراسة أنّ نسبة النساء ذوات الوزن الزائد تمثل ما بين 5% و22% من الرئيسات التنفيذيات، بينما لدى نظرائهن من الرجال تمثل ما بين 45% و61%، وفي جميع الأحوال يمثل البدينون من الجنسين 5% من الرؤساء التنفيذين.

## تمييز المتحولين جنسيًا
يعاني الأشخاص المتحولون جنسيًا من التمييز والمضايقات المهمة في مكان العمل، فرفض توظيفهم (أو فصلهم عن العمل) بسبب تعبيرهم أو هويتهم الجنوسة لا يعتبر غير قانوني بشكل صريح في معظم الولايات الأمريكية، وذلك على عكس التمييز القائم على الجنس.

## التشييء
التشييء في الفلسفة الاجتماعية هو معاملة الشخص كشيء، وهو مفهوم ذو دور مركزي في النظرية النسوية، وخاصّةً التشييء الجنسي، ويحدث تشييء الشخص وفقًا للفيلسوفة مارثا نوسباوم عند تطبيق واحد أو أكثر من الأمور التالية عليه:
1. استخدامه كأداة لتحقيق غايات شخص آخر.
2. إنكار الاستقلال الذاتي: معاملة الشخص باعتباره مفتقدًا للاستقلال الذاتي وحق تقرير المصير.
3. القُصًور: معاملة الشخص باعتباره مفتقدًا للوكالة أو الفعل.
4. اعتباره بضاعة مماثلة قابلًا للمبادلة مع كائنات أخرى.
5. الانتهاك: اعتبار حدوده قابلة للانتهاك.
6. الملكية: اعتبار الشخص قابلًا للامتلاك أو الشراء أو البيع.
7. إنكار الذاتية: معاملة الشخص دون الحاجة إلى مراعاة مشاعره وتجاربه.

وتقترح الأستاذة راي لانغتون إضافة ثلاثة أمور أخرى:
1. الاختزال إلى الجسد: معاملة الشخص باعتبار محددًا بجسده أو أجزاء من جسده.
2. الاختزال إلى المظهر: معاملة الشخص بحسب ما يبدو.
3. الإسكات: معاملة الشخص كما لو كان صامتًا أو مفتقدًا للقدرة على الكلام.

يمكن للتشييء أن يحمل تداعيات مهمة على النساء، وخاصّةً الشابات منهن، فقد يؤثر سلبًا على صحتهم النفسية، مؤديًا إلى تطور اضطرابات كالاكتئاب أحادي القطب، العجز الجنسي، واضطرابات الأكل.
ويمكن أن يظهر التشييء في مجالات عدة، كالمجال الإعلاني، وصناعة المواد الإباحية، وفي الدعارة، والتصوير الإعلامي، والدعابات الجنسية.

## أمثلة

### العنف المنزلي
على الرغم من عد وجود نسب متفق عليها، ولكن يوجد أدلة كثيرة من الثقافات المختلفة على تعرض النساء للعنف المنزلي المرتكب من قبل الرجال في معظم الأحيان، بالإضافة لذلك يوجد إجماع واسع على أنّ النساء تتعرضن أكثر لأشكالٍ شديدة من العنف، كما أنهن أكثر عرضة للإيذاء من قبل شريك مسيء.
تعتبر الأمم المتحدة العنف المنزلي شكل من أشكال العنف القائم على نوع الجنس، وتصفه كانتهاك لحقوق الإنسان، ونتيجة للتمييز الجنسي.

## في اللّغة
يظهَرُ التمييزُ بينَ الجنسينِ في اللّغةِ عندما تحطّ اللّغة ُمِن قيمةِ أفرادِ جنسٍ معينٍ. وتُعَزِّزُ اللّغةُ المنحازَةُ جنسيًّا في الكثيرِ مِن الأحيانِ تفوّقَ الذّكور، وهو ما يؤثِّرُ على الوعْيِ وطريقةِ تصوّرِ الواقعِ وإدراكهِ، وعلى ترميزِ ونقلِ المقاصدِ الثقافيَّةِ والتّنشِئَةِ الاجتماعيّةِ. وقد أشارَ الباحثونَ إلى القاعِدةِ الدّلاليَّةِ في كيفيّةِ عملِ اللّغة، باعتبارِ الذّكَرِ هو الأصْل، وهذا يؤدّي إلى التحيّزِ الجنسيِّ حيثُ أنَّ الذّكرَ يُصبِحُ المِعيارَ الأساسيَّ ويتَدنّى كلُّ ما ليسَ بذكرٍ إلى مرتبةٍ أقل. ويُعتبرُ التّحيّز الجنسيُّ في اللّغَةِ شكْلًا من أشكالِ التَّحيُّزِ الجنسيِّ بِشكْلٍ عامٍ، على الرّغمِ من كوْنِهِ تَحيُّزاً غيرَ مباشرٍ أحياناً.
وتشملُ الأمثِلَةُ على ذلك ما يلي:
- استخدامُ مصطلحاتٍ ذكوريّةٍ عامّةٍ للإشارةِ إلى مجموعاتٍ تتضمّنُ أفرادًا من كِلا الجنسَيْنِ، مِثْلَ «الأكاديميّون» أو «النّائب العام».
- استخدامُ ضميرِ المُذَكَّرِ المُفرد «هو» تِلقائِيًّا للإشارَةِ إلى شخصٍ معيَّنٍ مَجهولِ الجنْسِ.
- استخدامُ مصطلحاتٍ تحتوي على كلِمَةِ «رجل» والتي يمكن أن يؤدّيها أولئِكَ الذين ينتمونَ إلى جنسٍ غيرَ ذكَريٍّ مثلَ «رجالُ الأعمالِ».
- استخدامُ عباراتٍ تَنطَوِي على تحيُّزٍ جنسانِيٍّ أو تُعَزِّزُ القوالِب النّمطيَّةَ الجنسانيَّةَ مثْلَ «إنَّها تتحَلّى بشجاعَةِ الرّجالِ»  والتي تَعني ضمنيًّا أنّ الشّجاعَةَ بشكْلٍ افتراضيٍّ خاصَّة ٌ بالرّجالِ.